# Malioma
Malioma är en ort i Burkina Faso.   Den ligger i provinsen Gnagna Province och regionen Est, i den centrala delen av landet, 170 km nordost om huvudstaden Ouagadougou. Malioma ligger 268 meter över havet och antalet invånare är 378.
Terrängen runt Malioma är platt. Runt Malioma är det ganska glesbefolkat, med 21 invånare per kvadratkilometer.. Närmaste större samhälle är Dakiri, 9,3 km norr om Malioma.
Trakten runt Malioma består i huvudsak av gräsmarker.